# 张振铎
张振铎（1908年9月—1989年4月），原名鼎生，字闻天，浙江浦江人，中国国画家。师承山阴画派，早年受业于经亨颐、吕凤子、潘天寿等。是中国民主促进会第四、五届中央委员，湖北省第三、四届人大代表和第四、五、六届政协常委。

## 生平
- 1927年毕业于上海美术专科学校。
- 1932年，与潘天寿等组成白社画会。
- 此后历任上海新华艺术专科学校、昆明艺术专科学校、西南美术专科学校教授，国立艺专、湖北艺术学院、湖北美术学院教授、系主任、副院长，中国美术家协会湖北分会副主席、顾问，全国文联委员。
- 1980年，湖北电视台和中央电视台录制播放专题片《丹青不知老将至——张振铎教授的画》。[1]

## 艺术作品
国画作品有《远望图》、《槐林曲》、《觅》等；出版有《张振铎画集》。